# Empis nigritarsis

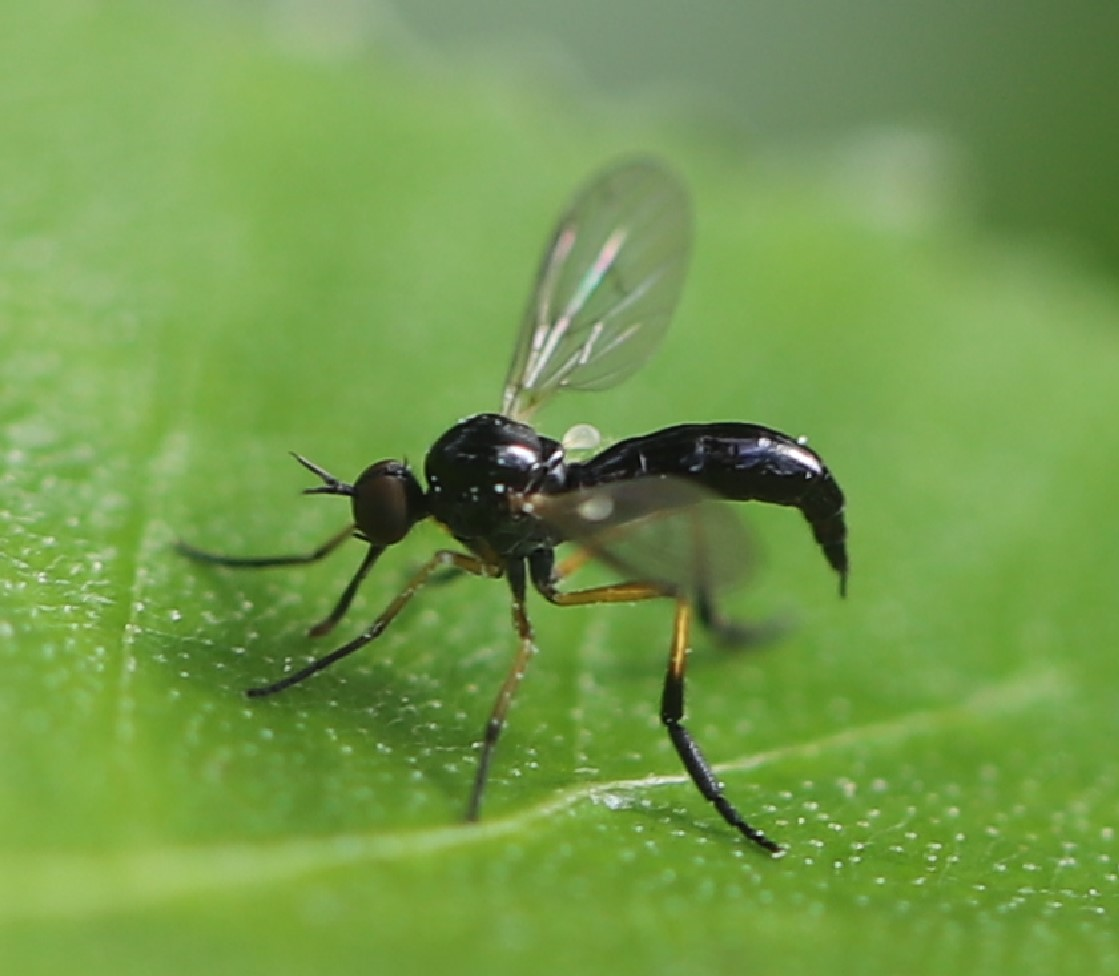
Empis nigritarsis ♀ Ende April auf Birkenblatt

Empis nigritarsis ist eine Fliege aus der Familie der Tanzfliegen (Empididae). Die Art wurde 1804 von Johann Wilhelm Meigen erstbeschrieben. Das lateinische Art-Epitheton nigritarsis bedeutet „mit schwarzen Tarsen“.

## Merkmale
Die Fliegen sind zwischen 5 und 7 mm lang. Sie besitzen eine bucklige Silhouette, ähnlich den Buckelfliegen. Die Fliegen besitzen eine schwarze Grundfarbe. Die vorderen Coxae sind überwiegend gelb gefärbt, während die mittleren und hinteren Coxae verdunkelt sind. Die Femora sind gelb gefärbt. Die Tibien sind mit Ausnahme des apikalen schwarz gefärbten Endes gelb. Die Tarsen sind schwarz. Das apikale Ende der hinteren Tibien und die beiden basalen Tarsenglieder der Hinterbeine sind verbreitert. Die Flügel weisen eine charakteristische Aderung auf. Die Halteren sind weiß gefärbt. Der Rüssel der Weibchen ist besonders lang. Die Facettenaugen der Weibchen sind getrennt, während die der Männchen sich berühren. Der Hinterleib der Weibchen läuft zum hinteren Ende hin spitz zu.

## Vorkommen
Empis nigritarsis kommt in der westlichen Paläarktis vor. Die Art ist in der Südhälfte von England, in Wales, in Frankreich, in Mitteleuropa sowie im Süden von Skandinavien verbreitet. Im Süden reicht das Vorkommen bis in den Mittelmeerraum.

## Lebensweise
Die Fliegen beobachtet man im Frühjahr, hauptsächlich in den Monaten Mai und Juni. Man trifft sie häufig an den Blüten von Wolfsmilch und Wiesen-Kerbel an. Die Larven leben räuberisch von anderen Insekten.